# Ramireno (Teksas)
Ramireno je naseljeno mjesto za statističke potrebe u američkoj saveznoj državi Teksas. Prema popisu stanovništva iz 2010. u njemu je živjelo 35 stanovnika.